# Wolfgang Manz
 Wolfgang Manz (* 6. August 1960 in Haan bei Düsseldorf) ist ein deutscher Pianist und Musikpädagoge.

## Biographie
Wolfgang Manz wuchs in seiner Heimatstadt Solingen auf und legte dort das Abitur ab. Schon seit 1966 erhielt er Klavierunterricht in Wuppertal, danach weitere pianistische Unterweisung bei Drahomir Toman aus Prag. In der Schulzeit gewann er beim Wettbewerb Jugend musiziert 1978 den 2. Preis auf Bundesebene. Er studierte an der Hochschule für Musik und Theater Hannover in der Klavierklasse von Karl-Heinz Kämmerling, daneben Kompositionslehre bei Friedrich Radermacher in Köln und Alfred Koerppen in Hannover bis 1986.
Während und nach seinem Studium gab er weltweit Konzerte und gewann eine Vielzahl von Preisen, beispielsweise beim Steinway-Wettbewerb in Hamburg (1. Preis 1979), in Leeds (2. Preis 1981), Brüssel (2. Preis 1983) oder in Texas (Spezialpreis 1989). Manz nahm am Musikfestival Prom Concerts in London (1984) teil und trat als Solist oder mit bekannten Symphonie-Orchestern in Europa und Übersee auf.
1994 bis 1998 wurde ihm die Vertretung einer Professur an der Hochschule für Musik Karlsruhe übertragen, 2000 für ein Semester eine Gastprofessur an der Ferris University in Yokohama. Im Jahr 2000 erhielt Wolfgang Manz die Professur für Klavier an der staatlichen Hochschule für Musik Nürnberg, die er seitdem innehat. Er übt dort diverse Ämter und Funktionen aus und leitet internationale Klavierkurse in Trier, Österreich, Belgien und Südkorea. Dazu kommen Jury-Mitgliedschaften bei Musikwettbewerben.
Manz ist verheiratet mit der Pianistin Julia Goldstein, Tochter des deutsch-russischen Geigers Boris Goldstein. Ihr Sohn ist der Klarinettist Sebastian Manz.

## Ehrung
Außer seinen diversen musikalischen Preisen und Ehrungen wurde Wolfgang Manz 1984 der Kulturpreis der „Bürgerstiftung Solingen 600“ in seiner Heimatstadt verliehen.

## Diskographie (Auswahl)
- Johannes Brahms: Klavierkonzerte Nr. 1 d-moll op. 15 und Nr. 2 B-Dur op.83
- Liszt Recital: Klavierwerke von Franz Liszt
- Solo Rezital: Robert Schumann (Carnaval op.9), Claude Debussy (Suite Bergamasque), Franz Liszt (Mephisto-Walzer Nr. 1)
- Ernst von Dohnányi: Klavierquintett c-moll op.1
- Johannes Brahms: Späte Klavierzyklen
- Werke für Klavier mit Orchester von Paul Hindemith, Claude Debussy, Friedrich Radermacher